# Evergestis affinis
Evergestis affinis là một loài bướm đêm trong họ Crambidae.